# بطولة كأس الملك الحسن الثاني الدولية 1998
كانت بطولة كأس الملك الحسن الثاني الدولية مسابقة ثانوية لكرة القدم الدولية، جرت في ربيع 1998 في المغرب.
شارك في البطولة كل من البلد المضيف أي المغرب إلى جانب فرنسا وإنجلترا وبلجيكا، وأُقيمت المباريات في المركب الرياضي محمد الخامس، ملعب الناديين المغربيين الرجاء البيضاوي والوداد البيضاوي.
اُعتبرت هذه البطولة المصغرة كتمرين تحضيري للأندية المشاركة في كأس العالم 1998، وكانت قبل أسبوعين من انطلاق البطولة.

## النتائج
| المغرب | 0 – 1 | إنجلترا        |
| ------ | ----- | -------------- |
|        |       | مايكل أوين 59' |

| فرنسا               | 1 – 0 | بلجيكا |
| ------------------- | ----- | ------ |
| زين الدين زيدان 64' |       |        |

| بلجيكا | 0 – 0 | إنجلترا |
| ------ | ----- | ------- |
|        |       |         |

| المغرب                  | 2 – 2 | فرنسا                               |
| ----------------------- | ----- | ----------------------------------- |
| صلاح الدين بصير 9'، 64' |       | لوران بلان 24' · يوري دجوركاييف 74' |

## الجدول
|    | فريق    | لعب | ف | ت | خ | له | عليه | ف.أ | نقاط* |
| -- | ------- | --- | - | - | - | -- | ---- | --- | ----- |
| 1. | فرنسا   | 2   | 1 | 1 | 0 | 3  | 2    | +1  | 4     |
| 2. | إنجلترا | 2   | 1 | 1 | 0 | 1  | 0    | +1  | 4     |
| 3. | المغرب  | 2   | 0 | 1 | 1 | 2  | 3    | -1  | 2     |
| 4. | بلجيكا  | 2   | 0 | 1 | 1 | 0  | 1    | -1  | 2     |

* للفوز بركلات الترجيح تم منح نقطتين. للخسارة بركلات الترجيح 1 نقطة.
| بطولة كأس الملك الحسن الثاني الدولية 1998 |
| ----------------------------------------- |
| · فرنسا · للمرة الأولى                    |

## وصلات خارجية
- 1998 King Hassan II Tournament at rsssf
- King Hassan II International Cup Tournament results & table